# Aphis gossypii
Aphis gossypii o pulgón del algodón es un pequeño insecto de la superfamilia Aphidoidea del orden Homoptera. Se alimenta de savia de las plantas. Está distribuido ampliamente y afecta a muchas especies vegetales cultivadas de las familias Cucurbitaceae, Rutaceae y Malvaceae.

## Distribución
No se conoce la región de origen, pero se puede encontrar por casi todas las zonas tropicales y templadas de todo el mundo excepto las zonas más al norte. Es común en América del Norte y del Sur, Asia central, África, Australia, Brasil, México, Hawái y en la mayor parte de Europa. Se desarrolla al aire libre en el sur de Europa pero en el norte solo sobrevive en los cultivos de invernadero. En la antigua Unión Soviética solo se le encuentra por debajo del paralelo 54 norte.

## Morfología
La hembra áptera tiene un cuerpo ovoide de unos dos milímetros de longitud pudiendo ser de distintas tonalidades de verde. Las patas son amarillas, así como las antenas que tienen una longitud de tres cuartos de la longitud del cuerpo. Los ápices del fémur, tibia y tarsos son negros. Los sifones o cornículos son cilíndricos y negros anchos en la base y de una longitud de un quinto de la del cuerpo aproximadamente. Las hembras aladas tienen el cuerpo fusiforme. Su cabeza y tórax son negros, el abdomen verde amarillento con manchas negras en los laterales y las antenas son más largas que las de las hembras ápteras. El color de las ninfas es variable, de distintos tipos de verde, marrón o gris. A menudo tienen la cabeza oscura, el tórax, la inserción de las alas y la porción distal del abdomen son normalmente verde oscuras. El cuerpo suele no tener brillo, ya que suele estar cubierto con secreciones de cera. Los huevos son ovalados, de color amarillo en la puesta pero pronto pasan a color negro brillante.

## Biología
En la mitad sur de EE. UU., hasta el norte de Arkansas, la reproducción sexual del pulgón del algodón no es importante, las hembras generan crías sin aparearse, siempre y cuando el clima sea favorable para su alimentación y crecimiento. Más al norte, el pulgón del algodón puede ser holocíclico participando dos especies vegetales como huéspedes, una especie de hoja ancha árboles como la catalpa,  Rhamnus o hibiscus que actúan como huésped principal. En Europa se reproduce exclusivamente por reproducción asexual. Y puede tener cerca de cincuenta generaciones por año en condiciones favorables. En Rusia varias plantas silvestres son huéspedes de los huevos invernantes. Las formas aladas migran a las especies secundarias de las familias Rosaceae, Chenopodiaceae , Malvaceae, Cruciferae, Cucurbitaceae, Solanaceae, compuestas y otras. La partenogénesis en estos grupos permite que las poblaciones de los áfidos aumenten rápidamente. La vida de una hembra partenogenética es de unos veinte días, en ese tiempo puede producir hasta 85 ninfas. Estas maduran en unos veinte días a 10 °C y en unos cuatro días a 30 °C. A medida que se acerca el otoño, las formas aladas vuelven a migrar a los huéspedes primarios. En este caso, tanto los machos y las hembras se aparean y las hembras ponen los huevos que pasan el invierno, para repetir el ciclo de vida al año siguiente.
Entre sus depredadores se incluyen mosquitos, crisopas, larvas de sírfidos, antocóridos y coccinellidaes. Varios miembros de las familias de avispas Aphidiinae y Aphelinidae son parasitoides de los áfidos. Una de estas avispillas que parece tener un buen futuro como agente de biocontrol es Aphelinus asychis .

## Plantas hospedantes

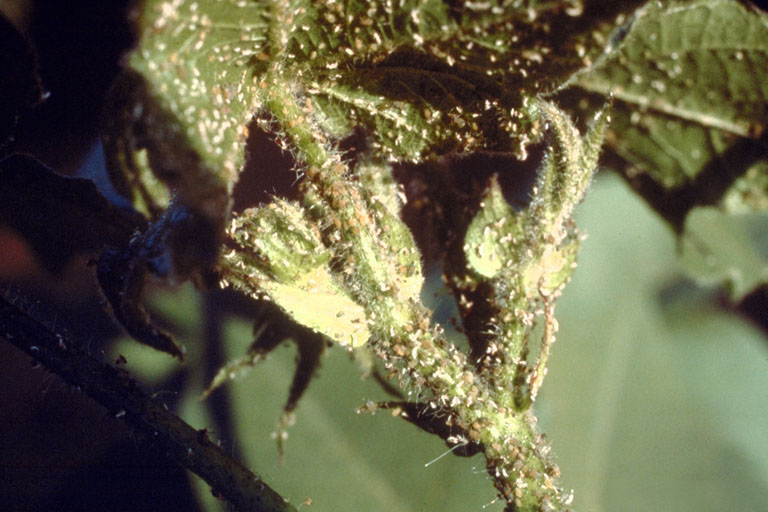
Planta de algodón dañada por Aphis gossypii.

Este pulgón tiene un amplio número de plantas hospedantes. Posiblemente más de setecientas en todo el mundo. Entre las cucurbitáceas cultivadas puede afectar seriamente a sandía, pepino, melón, calabacín y calabaza. Otras plantas de importancia agrícola y que pueden verse afectadas son pimiento, berenjena, ocra y espárrago. También afecta a los cítricos, algodón e hibiscus.

## Importancia económica
Los adultos y ninfas se alimentan en el envés de las hojas o en los brotes tiernos, chupan jugos de la planta. Puede producir clorosis en el follaje llegando a morir prematuramente. A menudo suelen producir deformaciones de las hojas lo que produce una reducción de la actividad fotosintética eficiente. Estos áfidos excretan una melaza en la que puede crecer fumagina, lo cual produce una depreciación del producto. Estos áfidos pueden ser vectores de distintos tipos de virus que producen enfermedades en las plantas. El impacto de los pulgones es especialmente importante en cultivos como el calabacín, melón, pepino, berenjena, fresa, algodón y cítricos.